# 4bia
4bia o también Phobia (สี่ แพร่ง,See Prang) es una  película  de terror tailandesa, compuesta por cuatro cuentos de terror, dirigida por Youngyooth Thongkonthun, Banjong Pisanthanakun, Parkpoom Wongpoom, y Purijitpanya Paween.

## Título
La palabra 4bia tiene un significado, tiene un juego de palabras:
Bia de Fobia, y 4 de los cuatro Cuento de terror.

## Trama
Happiness (Thai title - Ngao/Lonliness; directed by Youngyooth Thongkonthun);
Una mujer joven, atrapada en su apartamento debido a que tiene enyesada una pierna, se comunica con el mundo exterior a través de su teléfono celular y mensajes de texto. Ella se queja con su novio, quien se fue de excursión, de que se siente muy sola. Comienza a recibir mensajes de texto de un extraño, que parece bastante amistoso, y no hay razón para que ella pueda leer entre líneas cuando él menciona que en la actualidad habita en alguna especie de "hacinamiento". Después de enviarle al misterioso desconocido su foto, ella pide una a cambio, y recibe la misma imagen. Cuando ella le pregunta, él dice que está en la foto junto a ella. Un rostro fantasmal es ligeramente visible junto a la cara de su sonrisa. A medida que investiga muertes recientes descubre que el hijo de la Princesa Sophie de Virmistan murió y fue sepultado con un teléfono celular. A continuación recibe un mensaje de texto diciendo que él vendrá a su casa ahora. Todas las luces se apagan y la joven mujer comienza a llorar de miedo. Luego es atacada por el fantasma y es arrojada por la ventana hacia su muerte. Luego vemos un flashback donde se muestra que el príncipe había recibido un mensaje de texto de su novia donde ella daba por terminada la relación, lo que lo hace caminar delante de un taxi, causando un accidente, el mismo accidente que causó la fractura en la pierna de la protagonista, quien viajaba en el vehículo.
Tit for Tat (Thai title - Yan Sang Tai/Deadly Charm; directed by Paween Purikitpanya);
Un estudiante nerd llamado Ngid obseva a unos compañeros tomando drogas y, en represalia, éstos lo golpean hasta matarlo. Pero antes de morir maldijo a sus compañeros y ahora, usando la foto de una persona que murió con los ojos abiertos, comienza a tomar venganza.  
In The Middle (Thai title - Kon Klang; directed by Banjong Pisanthanakun);
En un viaje de camping a través de una selva solitaria, cuatro adolescentes comienzan a contar historias de fantasmas para entretenerse. Finalmente, los jóvenes se asustan por sus propias historias y discuten por quién va a dormir en medio de la tienda que en su opinión, es el lugar más seguro y más seguro para dormir ... o eso creen. Al día siguiente, mientras nadan en el lago, uno de ellos se ahoga, pero su cuerpo no aparece. A la noche, sin embargo, reaparece, aunque sus amigos sospechan algo raro. Sus sospechas se confirman cuando su cuerpo es encontrado. Al correr para huir, encuentran los cuerpos de los cuatro, dando a entender que todos se habían ahogado en el lago.
The Last Flight (Thai title - Teaw Bin 244/Flight 244; directed by Parkpoom Wongpoon);
Pim es una asistente de vuelo. Ella está en un vuelo chárter donde viaja la princesa Sophie de Virnistan, esposa del príncipe Albert, con quien Pim mantiene un romance secreto. Tui, compañera de trabajo de Pim, no pudo acompañarla, debido a que su hermano falleció nadando en Chiang Mai. El viaje se torna en tragedia cuando la princesa tiene una reacción alérgica a la comida servida, ya que ella era alérgica a los camarones. Se ordena que Pim se quede en el avión mientras el cuerpo de Sophie es llevado para cremación, dando inicio a su peor pesadilla. Cuando el avión aterriza, también encuentran el cuerpo sin vida de Pim.
Si bien las cuatro historias parecen estar aisladas, la cronología de los hechos es la siguiente: a) Historia 3 (In the Middle). Uno de los adolescentes lleva el nombre de Ter. b) Historia 4 (El Último Vuelo). Ter es mencionado como el hermano de la colega de Pim. c) Historia 1 (Felicidad). La chica con la pierna rota es vista  leyendo las noticias en línea sobre muerte del hijo de la princesa. La princesa estaba allí para el funeral. d) Historia 2 (Tit for Tat). La imagen de la maldición es la imagen de la chica con la pierna rota que había muerto con los ojos abiertos.

## Reparto
- Laila Boonyasak es Pim.
- Maneerat Kham-uan es Pin.
- Apinya Sakuljaroensuk es Pink.
- Witawat Singlampong es Diaw.
- Pongsatorn Jongwilat es Phueak.
- Chon Wachananon es Yo.

## Lanzamiento
La película se estrenó el 25 de abril de 2008 y formaba parte el 20 de octubre de 2008 en el Toronto After Dark Film Festival, el estreno europeo fue el 23 de enero de 2009 como parte del Festival Internacional de Cine de Róterdam. En el Reino Unido dará a conocer como a la producción directa de vídeo el 10 de mayo de 2010.

## Secuela
- 5bia, es la secuela de esta película lanzada en 2009.